# Qatar Ladies Open 2017
Il Qatar Ladies Open 2017 è stato un torneo di tennis giocato sul cemento. È stata la 15ª edizione del Qatar Ladies Open, che faceva parte della categoria Premier nell'ambito del WTA Tour 2017. Si è giocata nel Khalifa International Tennis Complex di Doha, in Qatar dal 13 al 18 febbraio 2017.

## Partecipanti

### Teste di serie
| Nazionalità | Giocatrice          | Ranking* | Testa di serie |
| ----------- | ------------------- | -------- | -------------- |
| Germania    | Angelique Kerber    | 2        | 1              |
| Rep. Ceca   | Karolína Plíšková   | 3        | 2              |
| Slovacchia  | Dominika Cibulková  | 5        | 3              |
| Polonia     | Agnieszka Radwańska | 6        | 4              |
| Spagna      | Garbiñe Muguruza    | 7        | 5              |
| Russia      | Elena Vesnina       | 15       | 6              |
| Svizzera    | Timea Bacsinszky    | 16       | 7              |
| Rep. Ceca   | Barbora Strýcová    | 17       | 8              |

* Ranking al 6 febbraio 2017.

### Altre Partecipanti
Le seguenti giocatrici hanno ricevuto una wild card per il tabellone principale:
- Fatma Al-Nabhani
- Çağla Büyükakçay

Le seguenti giocatrici sono passate dalle qualificazioni:

- Madison Brengle
- Lauren Davis
- Jelena Janković
- Christina McHale

## Campionesse

### Singolare
Karolína Plíšková ha battuto  Caroline Wozniacki con il punteggio di 6–3, 6–4.
- È l'ottavo titolo in carriera per la Plíšková, il secondo della stagione.

### Doppio
Abigail Spears /  Katarina Srebotnik hanno battuto in finale  Yaroslava Shvedova /  Olga Savchuk con il punteggio di 6–3, 7–6(7).